# Kishti Tomita
Kishti Sylvia Margareta Tomita Toure, tidigare Tomita och Dean, ursprungligen Kirsti Sylvia Margareta Olsén, född 19 november 1963 i Farsta församling i Stockholm, är en svensk röstcoach och artist. Hon blev känd för allmänheten som jurymedlem i TV-programmet Idol säsongerna 2004–2007 samt återigen sedan 2017.
2025 medverkade Tomita i Masked Singer Sverige som ”Sushin”.

## Biografi
Kishti Tomita växte upp med en tolv år äldre syster i Handen i Haninge kommun och inledde sin karriär 1994 efter utbildning vid New England Conservatory of Music i Boston, USA.
Hon har bland annat arbetat med popartister som Robyn, Petter, Loreen Talhaoui, Måns Zelmerlöw, Dilba, Alex Sparrow, Sara Lumholdt, Pauline Kamusewu, Kaah, Lisa Miskovsky, Maria Andersson, Eye N' I, Jennifer Brown, Cajsalisa Ejemyr, Afro-Dite och den amerikanska sångerskan Paula Abdul. Hon har även coachat hårdrockaren Pain och skådespelaren Elin Klinga.
Kishti Tomita var med i den första svenska Idol-juryn i Idol 2004 till Idol 2007. Hon var med i TV-programmet Let's Dance 2006 där hon dansade med Tobias Wallin, där hon kom på femte plats. Hon deltog även tillsammans med Jakob Samuel i Så ska det låta i februari 2007, programmet Våra eldsjälars livesändning från Globen med Bobby Kimball, Toto där hon framförde det egna verket "You are not a devil". Hon har medverkat i Carin 21:30 2007, i Kockduellen 2008 och i Doobidoo på SVT den 17 oktober 2008. Hon talade och sjöng på Swedish Alumni Association 31 augusti 2010 tillsammans med USA:s Sverigeambassadör Matthew Barzun och Hans Blix. Hon var med i Hela kändissverige bakar 2015. 
Kishti Tomita var gift första gången 1987–1988 med it-utvecklaren Kristen Dean (född 1963), andra gången 1988–1993 med Ulf Danielson (född 1944), tredje gången 1999–2007 med aikidomästaren Takeji Tomita (född 1942) och fjärde gången sedan 2012 med Souleymane Toure (född 1983).
I mars 2017 meddelade TV4 att Tomita kommer bli jurymedlem i Idol 2017, därmed gjorde hon comeback som jurymedlem i programmet efter tio år.